# Matoury
Matoury – miasto i gmina w Gujanie Francuskiej, które wraz z Remire-Montjoly stanowi przedmieście mieszkalne, a także park biznesowy Kajenny. Na terytorium gminy znajduje się lotnisko Kajenna-Rochambeu i port Larivot.